# Dryopteris subatrata
Dryopteris subatrata är en träjonväxtart som beskrevs av Tag. Dryopteris subatrata ingår i släktet Dryopteris och familjen Dryopteridaceae. Inga underarter finns listade.